# Chiesa dell'Invenzione della Santa Croce (San Pellegrino Terme)
La chiesa dell'Invenzione della Santa Croce è una delle parrocchiali di San Pellegrino Terme della frazione Santa Croce risalente al XV secolo.

## Storia
Il primo documento che cita la presenza di una chiesa intitolata all'Invenzione della Santa Croce, è dell'8 novembre 1482 quando il vescovo Lodovico Donà la dichiara autonoma da quella di San Pellegrino. Anche se nel XVII secolo la chiesa si trovava sotto la giurisdizione del parroco di Poscante, vicario foraneo di tutte le chiese della Val Brembana inferiore dette nullius plebis.

Dalla relazione del cancelliere Marenzi del 1666 risulta che la chiesa aveva ben cinque altari e la scuola del Santissimo Sacramento. Divenne giuspatronato della vicinia, dopo lo smembramento del vicariato di Almenno voluto dal vescovo Gerolamo Regazzoni del 1579 per tutte le chiese poste sulla riva sinistra del Brembo. Nel secolo successivo l'edificio subì una forte ristrutturazione.
Gli atti della visita pastorale di san Carlo Borromeo del 1575 viene citato parroco don Jacobus de Basellis de Sonzonio e la chiesa viene nominata come chiesa di Santa Maria della Croce con sei altari, e uno intitolato a san Rocco nei pressi del cimitero, mentre alla Santa Croce sembra fosse intitolata una cappella lungo la strada.

Dal 1734 la chiesa risulta compresa nella vicaria di Zogno per essere poi inserita in quella di San Pellegrino, e nel 1822, alla giurisdizione vicariale di San Giovanni Bianco.
Negli atti della visita pastorale del 1780 del vescovo Giovanni Paolo Dolfin, con la relazione del parroco del 13 luglio, risulta che la chiesa aveva quattro altari eretti dalle relative scuole, quello maggiore del Santissimo Sacramento, quello intitolato alla Madonna del Rosario dalla confraternita del Rosario, uno intitolato alla Madonna del Carmelo con la scuola dello Spirito Santo, e il quarto dal Consorzio della Misericordia. Durante la visita il vescovo riconsacrò la chiesa.
Il XX secolo, fu per l'edificio un anno di ristrutturazioni, con opere di consolidamento, la realizzazione del battistero e delle vetrate istoriate e del porticato, e l'affrescatura del pittore Aldo Locatelli del 1944 su commissione di don Camillo Salvi, tra cui una copia dell'Annunciazione di Francesco di Simone da Santacroce, originario della frazione.

## Descrizione

### Esterno
La chiesa è preceduta da un piccolo sagrato con pavimentazione in pietra. La facciata bicolore presenta quattro paraste con capitelli e basi corinzie che la dividono in tre sezioni. Lateralmente la facciata ha due sezioni più basse collegate a quella centrale da modiglioni rampanti. Le paraste sorreggono la trabeazione con contorno aggettante e terminante con la croce, mentre le paraste laterali terminato con quattro vasi a forma di fiaccola.

### Interno
L'interno si presenta a unica navata, con lesene e controlesene che la dividono in quattro campate. I capitelli collegano le navate al cornicione. L'aula è illuminata da quattro grandi finestre strombate. Nella prima campata di sinistra è posto un grande crocifisso ligneo, mentre la seconda è intitolata a san Rocco, e nella terza vi è l'organo, mentre quello successiva ospita l'altare dedicato alla Pentecoste. La prima campata di destra presenta l'altare del santo cuore di Gesù, mentre in quella successiva vi è l'ingresso laterale. Quello successivo è intitolato alla Madonna del Rosario. Il presbiterio a pianta rettangolare, è rientrante rispetto alla navata, ed è accessibile da due gradini. L'abside a forma circolare ospita il coro ligneoe la pala d'altare opera cinquecentesca di Francesco Rizzo da Santacroce che l'artista aveva realizzato nel 1529 per la chiesa di Endine come riporta il dipinto “1529. Hoc opus fecit fieri Haeredes Domini Philippi Alexi de Endine Franciscus Rixus pinxit Bergomensis habitator Venetiis”. Il dipinto raffigura la Madonna col Bambino in trono tra due angeli con ai piedi un angelo musicante, ai lati i santi Giovanni Battista,  Pietro, Rocco e Santa Apollonia e che fu collocata sull'altare della chiesa nel 1985.